# Alsó-Válicka
Az Alsó-Válicka Zala vármegyében található patak, amely Pusztaszentlászló község egyik részén, Válickapusztán ered, csak úgy mint testvérpatakja a Felső-Válicka. A patak Pákánál torkollik a Csertába. Az Alsó-Válicka pataktorkolati vízgyűjtőterülete 186,5 négyzetkilométer. A Cserta és az Alsó-Válicka együttes vízgyűjtőterülete 441 négyzetkilométer.